# Сік

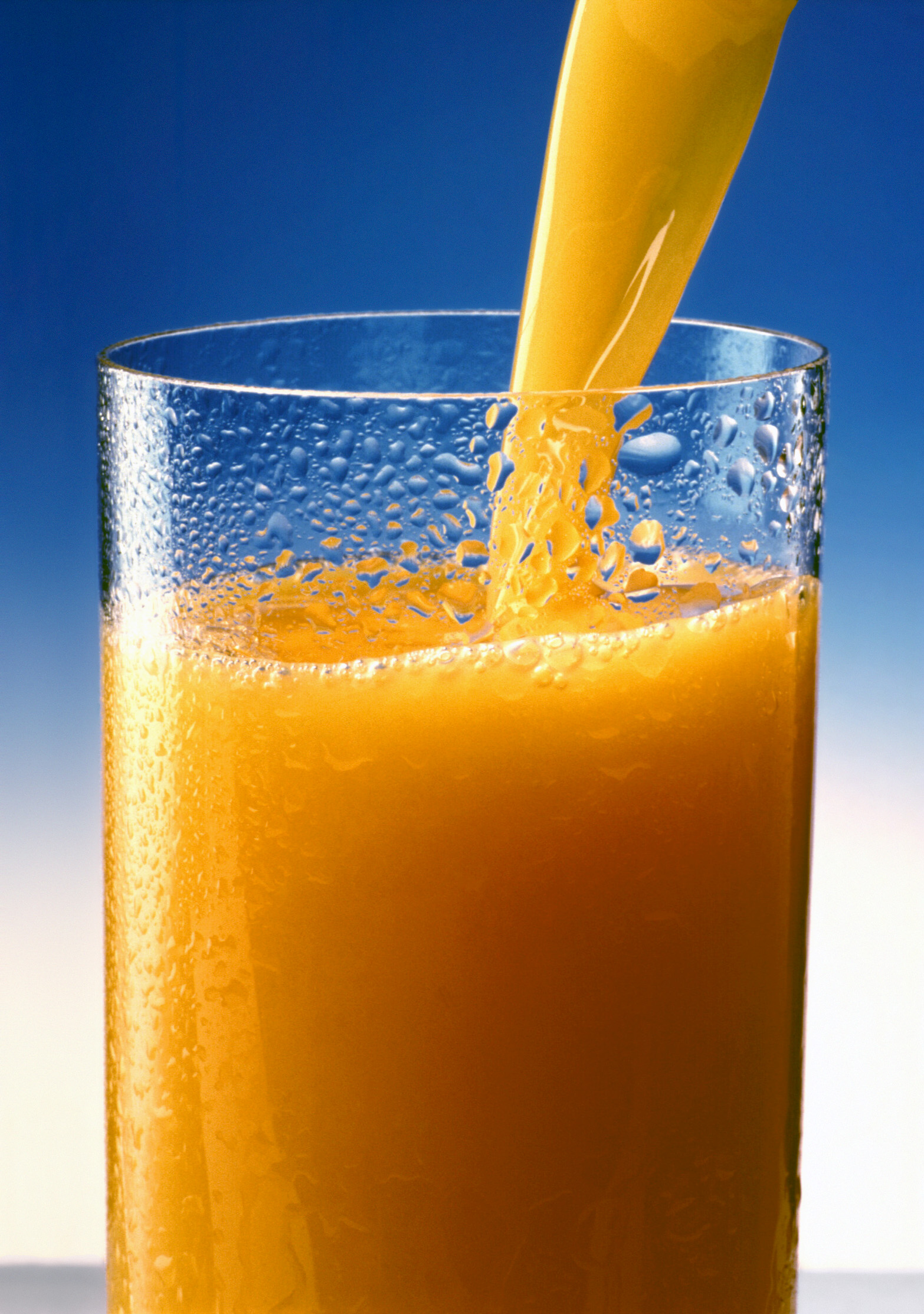
Апельсиновий сік

Сік (лат. succus) — рідкий продукт, одержаний із садовини, городини чи, рідше, зеленини шляхом їх механічної обробки. Овочевий сік — сік, отриманий із доброякісних дозрілих, свіжих овочів, не зброджений (проте здатний до бродіння), призначений для безпосереднього вживання в їжу або для промислової переробки.
Свіжовижаті соки називають фрешами.

## Сік як продукт харчування

### Термінологія
Соки є важливим продуктом харчування. Вони забезпечують організм людини всіма фізіологічно активними речовинами: вітамінами, макро- і мікроелементами, поліфенолами, ароматичними та біологічно активними речовинами (БАР), харчовими волокнами, до яких відносяться і пектинові речовини.
Законодавство України регламентує вимоги щодо маркування соків і вказуваної інформації на них. Маркування повинне бути свого роду словником, що, перш за все, допомагає відрізнити 100 % соки від нектарів і сокових напоїв, і, по-друге, відображає весь істотний складу соку. Обов'язкові вимоги не шкідливості та маркування фруктових соків і їм подібних продуктів, встановлюють вимоги якості цих продуктів.
Серед фруктової сировини, що переробляється консервними заводами України, яблука займають 80-90 %. На соки і напої в Україні переробляється більше за 500 тисяч тон яблук.
Розповсюджені соки-напої: яблучний, виноградний, сливовий, березовий, томатний, апельсиновий.
Соком може називатися лише стовідсотково натуральний продукт, отриманий із фруктів чи овочів шляхом прямого віджиму або відтворений із концентрату. До того ж у натуральному соку не допускається присутність жодних консервантів, барвників, штучних ароматизаторів чи ароматизаторів, що ідентичні натуральним. Використовувати як ароматизатори в натуральних соках дозволяється лише натуральні речовини, отримані з фруктів чи ягід.
У нормативній та законодавчій базах взагалі не стандартизоване поняття «натуральний продукт».

### Види сокової продукції
На вітчизняному ринку найчастіше виробляють такі види сокової продукції (у залежності від способів виробництва й обробки плодів):
1. Сік прямого віджиму — сік, що вироблений безпосередньо зі свіжих або збережених свіжими фруктів і (або) овочів шляхом їх механічної обробки;
2. Свіжовіджатий сік — сік прямого віджиму, що вироблений із свіжих або збережених свіжими фруктів і (або) овочів у присутності споживачів і не піддавався консервації;
3. Відновлений сік — сік, що вироблений з концентрованого соку чи соку прямого віджиму та питної води. Відновлений томатний сік може бути зроблений також шляхом відновлення томатної пасти і (або) томатного пюре;
4. Концентрований сік — сік, що вироблений шляхом фізичного видалення з соку прямого віджиму частини води, що міститься в ньому, з метою збільшення вмісту розчинних сухих речовин не менше, ніж у два рази по відношенню до вихідного соку прямого віджиму. При виробництві концентрованого соку може бути застосований процес екстракції сухих речовин з подрібнених фруктів і (або) овочів тієї ж партії, з яких попередньо був відділений сік, за допомогою питної води за умови, що продукт даної екстракції додається у вихідний сік до етапу концентрування всередині одного поточного технологічного процесу. У концентрований сік можуть бути додані концентровані натуральні речовини, що створюють аромат, вироблені з однойменного соку або з однойменних фруктів або овочів;
5. Дифузійний сік — сік, що вироблений шляхом вилучення з допомогою питної води екстрактивних речовин зі свіжих фруктів і (або) овочів, або висушених фруктів та (або) овочів одного виду, сік з яких не може бути отриманий шляхом їх механічної обробки. Дифузійний сік може бути підданий концентруванню, а потім відновленню. Вміст розчинних сухих речовин в дифузійному соку має бути не нижче рівня, встановленого для відновлених соків.

### Класифікація сокової продукції
Сокова продукція — це не лише сік. До сокової продукції відносяться нектари, морси та соковмісні напої. Всі ці продукти різняться складом і смаковими якостями.
1. 100%-ий сік-це продукт, що виготовлений з концентрованого соку і питної води, сік прямого віджиму, або свіжовіджатий сік. Але останній повинен бути приготований у присутності покупця.
2. Відновлений сік — це продукт, що виготовлений з концентрованого соку і спеціально підготовленої питної води. У 100%-му і відновленому соках не можуть міститися: консерванти, штучні ароматизатори та підсолоджувачі.
3. Нектар — напій, що виготовлений з концентрованого соку (пюре), спеціально підготовленої води і натуральних ароматичних речовин (аромату плодів). При цьому частка концентрованого соку має становити 20-50 % від усього об'єму. Крім води в нектарі можуть міститися цукор і натуральні підкислювачі (наприклад, лимонна кислота), м'якоть плодів (фруктів і овочів) і клітини цитрусових фруктів. У нектар не можуть додаватися — консерванти, штучні ароматизатори та підсолоджувачі. Як правило, нектари роблять із тих плодів, концентрований сік яких неможливо використовувати для приготування 100%-ого соку через занадто солодкий, або кислий смак (наприклад, вишня, смородина, гранат) або через густу консистенцію (наприклад, банани, персики).
4. Соковмісний напій — суміш концентрованого соку (пюре) і спеціально підготовленої води за умови, що частка концентрованого соку становить не менше 10 % (якщо соковмісний напій виготовлений із соку лимона або лайма, то частка концентрованого соку має бути не менше 5 %). У лінійці соковмісних напоїв представлено найбільшу кількість напоїв з незвичайними смаками і смаковими поєднаннями: ожина, малина, кактус, лайм тощо.
5. Морс — напій, що виготовляється із суміші соку ягід (ягідного пюре), спеціально підготовленої води, цукру (або меду) за умови, що мінімальна частка концентровано соку складе не менше 15 % від загального об'єму. Замість води в морсах допустимо використання водного екстракту вичавок тих ягід, які були використані для виробництва соку або пюре.

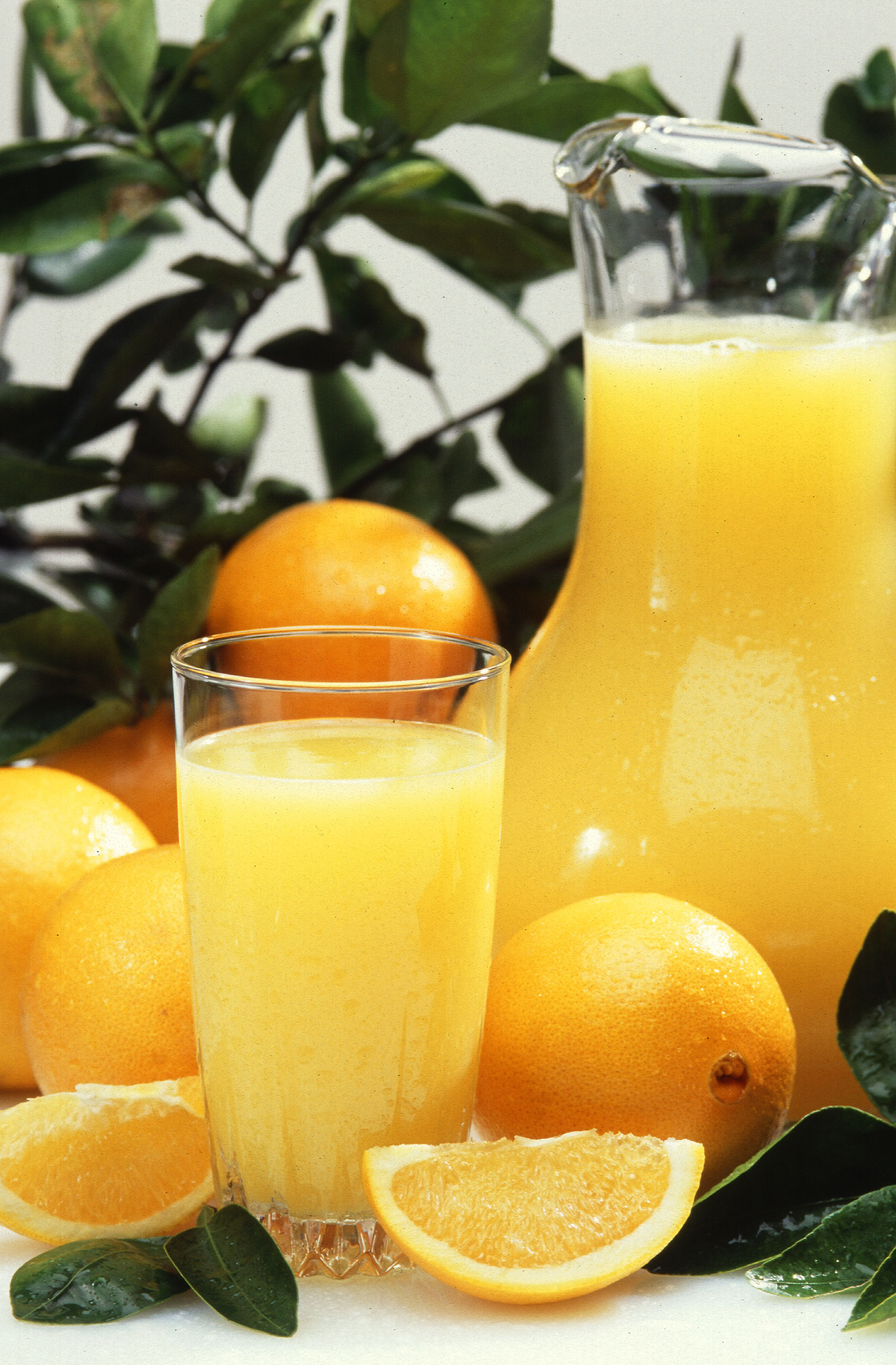
Сік апельсиновий
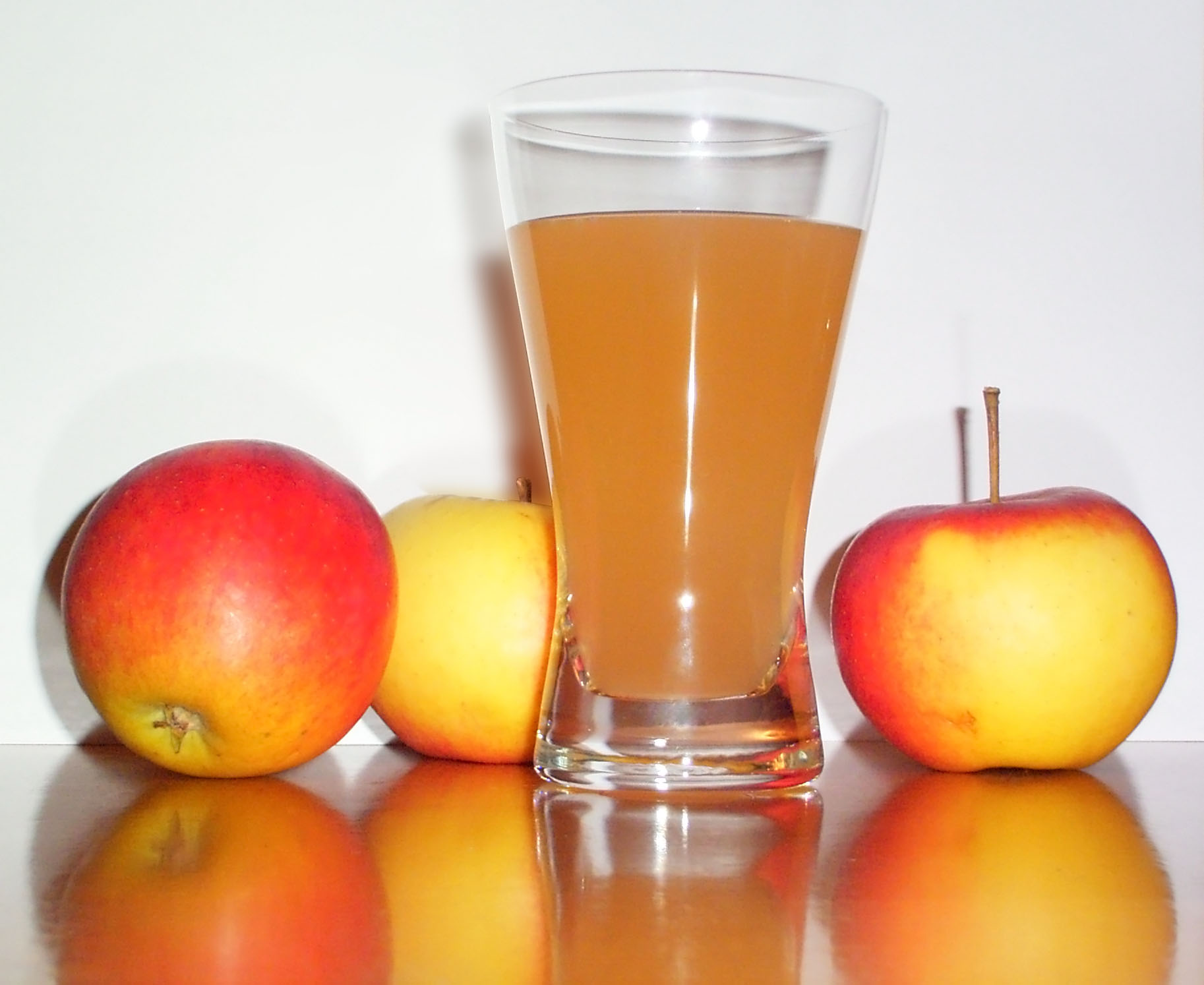
Яблучний сік

### Сировина

#### Соки з городини
Соки з городини корисні не менше за соки з садовини, а деякі навіть більше. Перш за все, в них менше цукру і вони легше перетравлюються. До того ж вони багаті на мінеральні речовини.

## Процес приготування соків

### Підготовка сировини

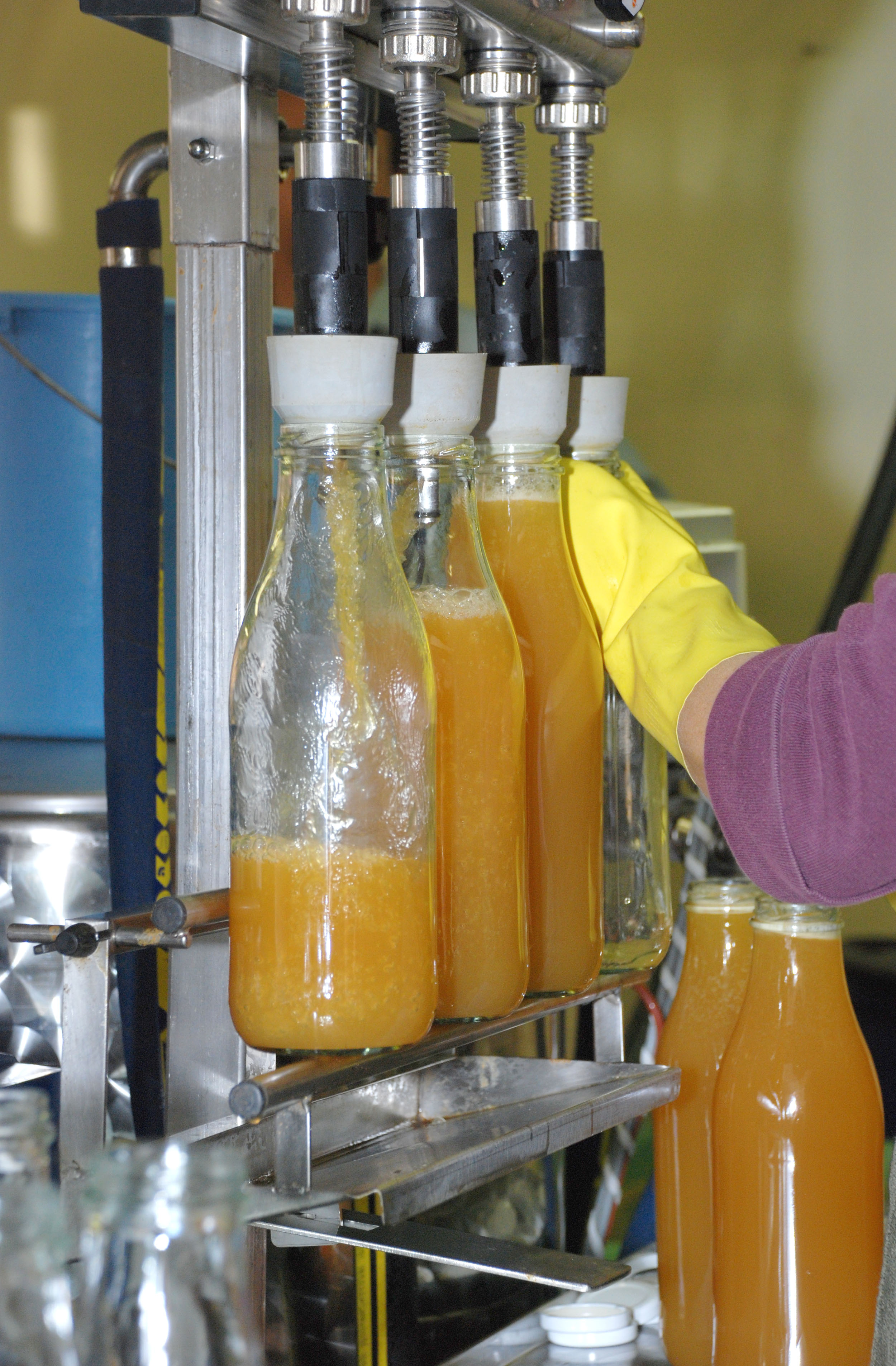
Наповнення яблучним соком тари на невеликому сучасному винному заводі

Процес приготування соків складається з підготовки ягід і фруктів, вичавлювання соку й консервування його, якщо він призначений для заготівлі.
Видаливши черешки й чашолистки, ягоди та фрукти промивають у холодній воді, відкидають на сито й дають стекти воді. Ягоди розминають або залишають цілими. Підготовка плодів перед видобуванням соку полягає у подрібненні сировини для одержання м'язги (для збільшення виходу соку): щоб сік з вакуоль, протоплазми клітин та з міжклітинників видалити повністю. Вихід соку залежить від ступеня подрібнення сировини, кількості пектинових речовин, стану колоїдної системи мезги та ін. При тому кожен вид сировини має свої особливості подрібнення і підготовки перед пресуванням. Залежно від виду ягід вихід соку становить 50—70 % від маси сировини. При значному подрібненні тканин вихід соку зменшується через закупорювання проміжків у пакетах-пресах. Плоди зерняткових подрібнюють на універсальних, кісточкових — на вальцьових дробарках, регулюючи зазор між вальцями залежно від виду сировини.

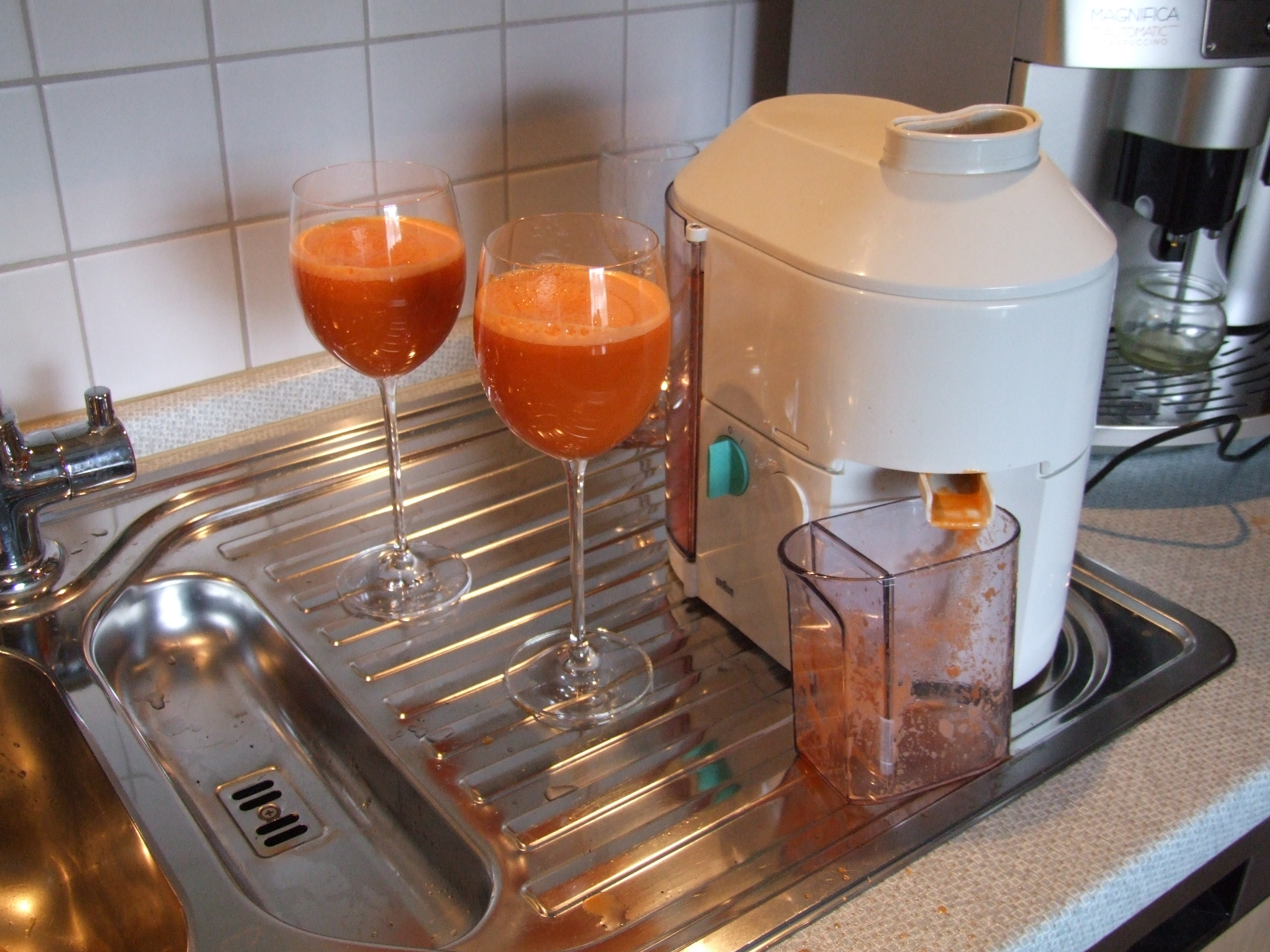
Морквяний сік, який видобувається за допомогою домашньої соковижималки

Щоб прискорити вихід соку, плоди томатів, смородини, суниць після подрібнення або нагрівають, або заморожують чи піддають електроплазмолізу. Внаслідок цього припиняється дія ферментної системи, білки переходять у стан денатурації.
Сік відокремлюють механічним способом або нагріванням ягід і фруктів парою. Механічний спосіб полягає у вичавлюванні соку вручну або за допомогою пресів періодичної чи безперервної дії, та ін.
Добутий сік являє собою полідисперсну систему, що містить як частинки плодової тканини, так і окремі крупні колоїдні системи: молекули білкових, пектинових речовин та ін.
Після вичавлювання соку до мезги додають 10 % теплої перевареної води і знову вичавлюють. Цей сік використовують для приготування морсів, киселів тощо.
Прозорий, ароматний сік можна одержати нагріваючи ягоди й фрукти парою.
Для тривалого зберігання сік підігрівають протягом кількох хвилин, не доводячи до кипіння, а потім розливають у добре прогріту тару, стерилізують протягом 20-30 хв при температурі 85 °C і герметично закупорюють.

### Освітлений сік
Для отримання прозорого фруктового соку його освітлюють з метою видалення дисперсних частинок і поліпшення товарного вигляду. Освітлений фруктовий сік, крім того, краще втамовує спрагу.
Залежно від конкретних технологічних умов застосовують, як правило, такі способи освітлення фруктових соків: фізичні, біохімічні та фізико-хімічні. До фізичних відносяться проціджування, фільтрування, відстоювання, сепарація, біохімічних — обробка ферментами, фізико-хімічних — обробка бентонітом (бентонітовими глинами), органічними й, рідше, синтетичними флокулянтами (таких як поліетиленоксид і поліакриламід), миттєвий підігрів, заморожування та ін. Цілковитого прояснювання соку фільтрація не дає.

### Показники натурального соку
Важливими показниками натуральності соків є здатність соку до зброджування, вміст амінокислоти проліну, манози, полігалактуронану (суми пектинових речовин), формольного числа, L-яблучної кислоти, D-яблучної кислоти, поліфенольних речовин та ряд інших.
В натуральних соках уміст проліну, як правило, більший ніж у сировині. Це викликано тим, що під час теплового оброблення частина проліну білків переходить у вільну форму.
Якщо проліну в соках менше ніж в сировині в 2-10 разів, то це свідчить, що в соку є відсутньою в достатній кількості плодова частина або сік, купажований іншими соками.
Явним способом фальсифікації є використання речовин, які штучно додають сокам густину, тобто регулюють в'язкість. Встановлено, у натуральних соках уміст манози не перевищує 1 %, що свідчить про відсутність манановмісних полісахаридів (камеді бобів рожкового дерева, гуарової камеді тощо).
Визначенням здатності фруктових та овочевих соків до зброджування — визначають наявність в соку визначених або невизначених компонентів штучного походження (вони заважають зброджуванню продукту). Ареометричний метод визначання здатності фруктових і томатних соків до зброджування ґрунтується на визначанні відносної густини соку до його бродіння, під час бродіння або після зброджування. У процесі зброджування соків вуглеводи, які містяться в них, утворюють спирт. Значення відносної густини соку, який бродить, завжди менше значення відносної густини соку, який не бродив. Знаючи відносну густину соку до бродіння та вимірюючи відносну густину соку, який вибродив, за таблицею визначають масову частку спирту, що утворився, та масову частку цукру, який вибродив, і, згідно з отриманими даними, користуючись певною порівняльною таблицею — роблять відповідні висновки. В певних випадках застосовується рефрактометричний метод, який ґрунтується на визначанні масової частки цукру соку до його бродіння, під час бродіння або після зброджування.
Якщо соки зброджуються на другу, третю добу, це свідчить, що ці соки можуть містити консерванти або для виробництва відновлених соків похідні концентрати були штучного походження.

## Фальсифікація соків
| № з/п | Види продукції                                               | Спосіб фальсифікації | Ідентифікаційні показники |
| ----- | ------------------------------------------------------------ | --- | --- |
| 1     | Соки                                                         | Розведення соків. Зниження вмісту фруктової або овочевої частини | Вміст розчинних сухих речовин. Склад моно- і дисахаридів. Склад і вміст органічних кислот. Амінокислотний склад                                  |
| 1     | Соки                                                         | Використання харчових добавок. Додавання консервантів (сорбінової та бензойної кислот і їх солей                                                                               | Відсутність харчових добавок. Відсутність сорбінової та бензойної кислот і їх солей                                                              |
| 1     | Соки                                                         | Додавання натуральних, ідентичних натуральним або штучних ароматизаторів, крім натуральних ароматоутворювальних фруктових чи овочевих речовин з відповідних фруктів або овочів | Відсутність натуральних, ідентичних натуральних або штучних ароматизаторів                                                                       |
| 1     | Соки                                                         | Додавання продуктів водної екстракції шляхом вижимання дифузійного соку | Обмеження концентрації нарингіну в грейпфрутовому та лимонному соках, геспередину в апельсиновому, мандариновому та лимонному соках              |
| 1     | Соки                                                         | Додавання цукру та регуляторів кислотності | Відсутність цукру та регуляторів кислотності |
| 1     | Соки                                                         | Використання фарбувальних екстрактів (буряку, чорної моркви, бузини), синтетичних харчових барвників                                                                           | Відсутність фарбувальних екстрактів та синтетичних харчових барвників                                                                            |
| 1     | Соки                                                         | Нерегламентоване внесення цукрів (сахарози, фруктози, глюкози) та сиропів | Відсутність у соках цукрів (сахарози, фруктози, глюкози) та сиропів                                                                              |
| 1     | Соки                                                         | Використання рослинних екстрактів | Відсутність у соках рослинних екстрактів |
| 1.1   | Концентровані соки                                           | Розбавлення концентрованих соків невідповідно до найменування | Вміст розчинних сухих речовин. Склад моно- і дисахаридів. Склад і вміст органічних кислот. Амінокислотний склад                                  |
| 1.1   | Концентровані соки                                           | Використання продуктів водної екстракції (дифузійні соки) | Обмеження концентрації нарингіну в грейпфрутовому та лимонному соках, геспередину в апельсиновому, мандариновому та лимонному соках              |
| 1.1   | Концентровані соки                                           | Додавання консервантів (сорбінової та бензойної кислот і їх солей | Відсутність сорбінової та бензойної кислот і їх солей                                                                                            |
| 1.1   | Концентровані соки                                           | Використання фарбувальних екстрактів (буряку, чорної моркви, бузини), синтетичних харчових барвників                                                                           | Відсутність фарбувальних екстрактів та синтетичних харчових барвників                                                                            |
| 2     | Нектари фруктові та овочеві                                  | Невідповідність вмісту фруктової та овочевої частини задекларованому складу | Вміст розчинних сухих речовин. Склад моно- і дисахаридів. Склад і вміст органічних кислот                                                        |
| 2     | Нектари фруктові та овочеві                                  | Використання харчових добавок | Відсутність харчових добавок |
| 2     | Нектари фруктові та овочеві                                  | Додавання натуральних, ідентичних натуральним або штучних ароматизаторів, крім натуральних ароматоутворювальних фруктових чи овочевих речовин з відповідних фруктів або овочів | Відсутність натуральних, ідентичних натуральних або штучних ароматизаторів                                                                       |
| 2     | Нектари фруктові та овочеві                                  | Додавання консервантів (сорбінової та бензойної кислот і їх солей | Відсутність сорбінової та бензойної кислот і їх солей                                                                                            |
| 2     | Нектари фруктові та овочеві                                  | Додавання продуктів водної екстракції шляхом вижимання дифузійного соку | Обмеження концентрації нарингіну в грейпфрутовому та лимонному соках, геспередину в апельсиновому, мандариновому та лимонному соках              |
| 3     | Соковмісні напої фруктові або овочеві                        | Зниження вмісту мінімальної об'ємної долі соку | Вміст розчинних сухих речовин. Склад моно- і дисахаридів. Склад і вміст органічних кислот                                                        |
| 3     | Соковмісні напої фруктові або овочеві                        | Додавання продуктів водного екстракційного вижимання | Обмеження концентрації нарингіну в грейпфрутовому та лимонному соках, геспередину в апельсиновому, мандариновому та лимонному соках              |
| 3     | Соковмісні напої фруктові або овочеві                        | Додавання консервантів (сорбінової та бензойної кислот і їх солей | Відсутність сорбінової та бензойної кислот і їх солей                                                                                            |
| 4     | Морси                                                        | Зниження вмісту мінімальної об'ємної долі соку. Додавання консервантів (сорбінової табензойної кислот і їх солей)                                                              | Вміст розчинних сухих речовин. Склад моно- і дисахаридів. Склад і вміст органічних кислот. Відсутність сорбінової та бензойної кислот і їх солей |
| 5     | Фруктові та овочеві пюре                                     | Зниження харчової цінності | Вміст розчинних сухих речовин. Склад моно- і дисахаридів. Склад і вміст органічних кислот. Амінокислотний склад                                  |
| 5     | Фруктові та овочеві пюре                                     | Використання харчових добавок | Відсутність харчових добавок |
| 5     | Фруктові та овочеві пюре                                     | Додавання натуральних, ідентичних натуральним або штучних ароматизаторів, крім натуральних ароматоутворювальних фруктових чи овочевих речовин з відповідних фруктів або овочів | Відсутність натуральних, ідентичних натуральних або штучних ароматизаторів                                                                       |
| 5     | Фруктові та овочеві пюре                                     | Додавання продуктів водної екстракції шляхом вижимання дифузійного соку | Обмеження концентрації нарингіну в грейпфрутовому та лимонному соках, геспередину в апельсиновому, мандариновому та лимонному соках              |
| 5     | Фруктові та овочеві пюре                                     | Нерегламентоване внесення цукрів (сахарози, фруктози, глюкози) та сиропів | Відсутність у соках цукрів (сахарози, фруктози, глюкози) та сиропів                                                                              |
| 6     | Натуральні ароматоутворювальні фруктові або овочеві речовини | Використання незадекларованих харчових розчинників | Відсутність незадекларованих харчових розчинників                                                                                                |
| 6     | Натуральні ароматоутворювальні фруктові або овочеві речовини | Додавання ідентичних натуральним або штучних запашних речовин | Відсутність ідентичних натуральним або штучних запашних речовин                                                                                  |
| 6     | Натуральні ароматоутворювальні фруктові або овочеві речовини | Додавання невідповідних ароматоутворювальних речовин | Відсутність невідповідних ароматоутворювальних речовин                                                                                           |
| 6     | Натуральні ароматоутворювальні фруктові або овочеві речовини | Внесення харчових добавок | Відсутність харчових добавок |

Для визначення наведених у таблиці ідентифікаційних ознак може проводитися визначення вмісту розчинних сухих речовин відповідно до ДСТУ ISO 2173—2007 за допомогою рефрактометричного методу із застосуванням, наприклад, рефрактометра марки ІРФ-471А. Методом рідинної хроматографії відповідно до ДСТУ 4954-2008 проводять визначення складу моно- і дисахаридів. Ефективне визначення фальсифікованої сокової продукції неможливе без урахування усіх зазначених ідентифікаційних ознак її фальсифікації, якість ідентифікації яких значною мірою залежить від підбору методів їх дослідження.

## Нормативна базу у галузі виробництва плодово-ягідних соків

### Нормативна база в Україні
На 2009 рік в Україні в національній системі стандартизації в галузі виробництва плодово-ягідної продукції створені та працюють технічні комітети зі стандартизації: ТК 23 «Продукція садів, виноградників і виноробна продукція», ТК 24 «Продукти з овочів і фруктів та устатковання для їх переробки», ТК 154 «Соки та соковмісні продукти». Ці комітети розробляють національні стандарти на плодово-ягідні соки, свіжі фрукти, овочі, ягоди та продукти їх переробки, які містять вимоги до якості продукції, та стандарти на методи контролювання показників якості продукції, правила приймання плодово-ягідної продукції, пакування, маркування тощо.
Усього у 2009 році ТК 24 та ТК 154 було заплановано розробити близько 30 національних стандартів на соки та соковмісні продукти, у тому числі для дитячого та дієтичного харчування, для харчування вагітних жінок та методи контролювання показників якості.
| Перелік чинних нормативних документів, які регламентують виготовлення сокових продуктів Україні: | Перелік чинних нормативних документів, які регламентують виготовлення сокових продуктів Україні: |
| ------------------------------------------------------------------------------------------------ | ------------------------------------------------------------------------------------------------ |
| ДСТУ 2074—92                                                                                     | Продукти переробки овочів і фруктів. Терміни та визначення                                       |
| ДСТУ 4283.1:2007                                                                                 | Консерви. Соки та сокові продукти. Частина 1. Терміни та визначення понять                       |
| ДСТУ 4283.2:2007                                                                                 | Консерви. Соки та сокові продукти. Частина 2. Номенклатура та вимоги                             |
| РСТ УССР 1726—83                                                                                 | Сік березовий натуральний. ТУ                                                                    |
| РСТ УССР 1963—85                                                                                 | Консерви. Напій з шипшини. ТУ                                                                    |
| ДСТУ 2138—93                                                                                     | Консерви. Соки та напої дієтичні. ТУ                                                             |
| ДСТУ 4008—2001                                                                                   | Консерви. Соки фруктові, овочеві та овоче-фруктові для дитячого харчування. ТУ                   |
| ДСТУ 4066—2002                                                                                   | Соки плодово-ягідні спиртовані. ТУ                                                               |
| ДСТУ 4701:2006                                                                                   | Соки плодово-ягідні зброджені. ТУ                                                                |
| ГСТУ 15.3-16304966-002—2002                                                                      | Соки-напівфабрикати фруктові і ягідні, консервовані хімічними консервантами. ТУ                  |
| ГСТУ 46.023—2002                                                                                 | Консерви. Соки плодові і ягідні купажовані, натуральні і відновлені. ТУ                          |
| ГСТУ 46.025—2002                                                                                 | Консерви. Напої фруктові. ТУ                                                                     |
| ГСТУ 46.087:2004                                                                                 | Сік виноградний концентрований неосвітлений. ТУ                                                  |
| СОУ 15.3-37-223:2005                                                                             | Консерви. Сік березовий купажований. ТУ                                                          |
| ГОСТ 656—79                                                                                      | Соки плодовые и ягодные натуральные. ТУ                                                          |
| ГОСТ 657—79                                                                                      | Соки плодовые и ягодные с сахаром. ОТУ                                                           |
| ГОСТ 937—91                                                                                      | Консервы. Сок томатный. ТУ                                                                       |
| ГОСТ 16366—78                                                                                    | Соки плодовые и ягодные с мякотью. ТУ                                                            |
| ГОСТ 18192—72                                                                                    | Соки плодовые и ягодные концентрированные. ТУ                                                    |
| ГОСТ 18193—72                                                                                    | Соки из цитрусовых плодов. ТУ                                                                    |
| ГОСТ 25892—83                                                                                    | Сок виноградный натуральный. ТУ                                                                  |
| ГОСТ 29135—91                                                                                    | Соки фруктовые. ОТУ                                                                              |

З 01.08.2007 на території України почала діяти остаточна редакція основного національного стандарту сокового виробництва — документ, який складається з двох частин:
- «ДСТУ 4283.1:2007. Консерви. Соки та сокові продукти. Терміни та визначення понять»
- «ДСТУ 4283.2:2007. Консерви. Соки та сокові продукти. Номенклатура та вимоги».

Документ розроблено ТК 154 і ТК 24 на відповідність Кодексу (Кодекс Аліментаріус та Директиви ЄС 2001/112/УС від 20.12.2001), який регламентує міжнародні та європейські вимоги до фруктових соків.

### Неврегульованість нормативної бази
Під час проведення перевірок додержання вимог стандартів, норм і правил при виробництві, зберіганні та реалізації соків та сокової продукції на підприємствах та оптових базах виникають питання стосовно одночасної дії двох частин стандарту (ДСТУ 4283.1:2007, ДСТУ 4283.2:2007) та (ГОСТ 657—79, ДСТУ 2074—92):
- у ДСТУ 4283.1:2007 (розд. 1) зазначено, що терміни, установлені цим стандартом, рекомендовано для використання, а не «обов'язкові для застосування», як йдеться у ДСТУ 2074—92;
- у ДСТУ 4283.2:2007 (розд. 1) читаємо, що вимоги стандарту є рекомендованими, тому на практиці введення цих стандартів не полегшило роботу, а навпаки ускладнило її ще більше.

У зв'язку з уведенням ДСТУ 4283.1:2007 скасовано чинність ДСТУ 2074—92 у частині термінів: за номерами 23 — консервований підсолоджений фруктовий сік, 25 — консервований підсолоджений фруктовий сік з м'якоттю.
Тобто із цього випливає, що на території України скасовано термін та визначення поняття «Сік з цукром».
Погіршує цю ситуацію також і одночасна дія декількох стандартів стосовно сокових продуктів з додаванням цукру — ДСТУ 4283.1:2007 та ГОСТ 657—79. У першому відсутній термін та визначення поняття «Сік з цукром», а сокові продукти, до складу яких входить цукор у кількості понад 15 г/дм3 та залежно від виду та вмісту фруктової частини можуть називатися «Сік з м'якоттю» або «Нектар» («Коктейль», «Морс», «Напій соковий»), а не «Сік з цукром», як передбачено ГОСТ 657—79.
Стандарт ДСТУ 4283.2:2007 (розд. 6) дозволяє для купажованих соків на спожитковій тарі зазначати назву продукту за основним складником, якщо масова частка суми решти складників у продукті становить не більше 50 % від основного складника. Інші складники зазначають в описі складу продукту, проте дозволяється не відображати їх відсотковий склад. При цьому назва продукту наводиться шрифтом, який у декілька разів більший за шрифт складників продукту. Така неоднозначність вводить споживачів в оману, оскільки споживач, купуючи «Персиковий сік», намагається отримати саме персиковий сік, а не 51 % персикового пюре в складі продукту та 49 % яблучного пюре. При цьому йому навіть не надається інформація щодо відсоткового складу продукту, а сам склад наведено лише у порядку переваги складників без зазначення їх відсоткового вмісту. Такі неточності в НД сприяють недобросовісній конкуренції виробників даних видів продукції, ускладнюють об'єктивне проведення перевірок та викликають обурення споживачів, яким логічно не зрозумілі вимоги стандарту.
Виробники сокової продукції під час її маркування дозволяють собі використовувати напис «100 % натуральний продукт» і апелюють, що він не суперечить чинному законодавству. І неможливо з ними не погодитися, оскільки у нормативній та законодавчій базах взагалі не стандартизоване поняття «натуральний продукт», тому написи на маркуванні сокової та харчової продукції взагалі у вигляді «100 % НАТУРАЛЬНИЙ ПРОДУКТ», «ПРОДУКТ НАТУРАЛЬНИЙ НЕ МІСТИТЬ КОНСЕРВАНТІВ», «НАТУРАЛЬНИЙ ПРОДУКТ БЕЗ КОНСЕРВАНТІВ», згідно з ДСТУ 4518:2006, дозволені лише за наявності у виробника документального підтвердження цієї інформації відповідними центральними органами виконавчої влади. Виробники дійсно можуть підтвердити документально лише наявність чи відсутність деяких консервантів, барвників, ароматизаторів (тих, які можна визначити в Україні, а скільки їх існує і яких саме — взагалі невідомо), а підтвердити натуральність ніхто і не намагається, бо хто ж буде підтверджувати те, що не є обов'язковим і на що не визначено критерії оцінювання.

### Термін зберігання
Термін зберігання відкритого пакету за рекомендаціями різних виробників становить від доби до 4 діб.

## Обсяг виробництва соків та сокової продукції

### Обсяг виробництва за регіонами України, 2006—2007 роки
Найбільше соків виробляється у Миколаївській, Одеській та Дніпропетровській областях.
| Область           | 2007 рік, тонн | 2006 рік, тонн | Приріст 2007/2006, % |
| ----------------- | -------------- | -------------- | -------------------- |
| Україна           | 1067276        | 735828         | 45                   |
| АР Крим           | 9342           | 6342           | 47                   |
| Вінницька         | 82960          | 56291          | 47                   |
| Волинська         | 1854           | 1596           | 16                   |
| Дніпропетровська  | 114809         | 83211          | 38                   |
| Донецька          | 3006           | 1683           | 79                   |
| Житомирська       | 19247          | 15176          | 27                   |
| Закарпатська      | 42069          | 31906          | 32                   |
| Запорізька        | 22             | 532            | 0                    |
| Івано-Франківська | 827            | 510            | 62                   |
| Київська          | 1445           | 815            | 77                   |
| Кіровоградська    | 0              | 1              | 0                    |
| Луганська         | 115            | 75             | 53                   |
| Львівська         | 13635          | 7312           | 86                   |
| Миколаївська      | 489758         | 289566         | 69                   |
| Одеська           | 220079         | 202856         | 9                    |
| Полтавська        | 56             | 54             | 4                    |
| Рівненська        | 5222           | 4327           | 21                   |
| Тернопільська     | 7673           | 6703           | 15                   |
| Харківська        | 4870           | 2084           | 134                  |
| Херсонська        | 8137           | 4877           | 67                   |
| Хмельницька       | 16879          | 7842           | 115                  |
| Черкаська         | 3342           | 2006           | 67                   |
| Чернівецька       | 15147          | 4797           | 216                  |
| Чернігівська      | 6779           | 5260           | 29                   |
| м. Київ           | 3              | 6              | 0                    |

#### Миколаївська область
| Соки фруктові та овочеві, нектарини          | 138221 | 179605 | 240648 | 289566 | 489781 | 354,35 |
| у тому числі                                 |        |        |        |        |        |        |
| сік апельсиновий натуральний                 | 23595  | 20323  | 26866  | 25710  | 46302  | 196,24 |
| соки (крім апельсинового) натуральні         | 73384  | 60380  | 69987  | 77361  | 146370 | 199,46 |
| сік грейпфруктовий натуральний               | 2716   | 2682   | 3408   | 3861   | х*     | -      |
| сік з інших цитрусових натуральний           | 1185   | 1168   | 3329   | 2159   | х*     | -      |
| сік ананасовий натуральний                   | 9776   | 4728   | 6530   | 2201   | х*     | -      |
| сік томатний натуральний                     | 18372  | 26801  | 26733  | 32905  | 40734  | 221,72 |
| сік виноградний натуральний, включаючи сусло | 4621   | 3830   | 6773   | 236    | х*     | -      |
| сік яблучний натуральний                     | 13916  | 10693  | 13372  | 17267  | 45851  | 329,48 |
| сік з інших фруктів і овочів, не купажований | 22798  | 10479  | 9842   | 18732  | 26357  | 115,61 |
| соки купажовані натуральні                   | 40807  | 98829  | 143651 | 186495 | 297109 | 728,08 |
| з них                                        |        |        |        |        |        |        |
| соки купажовані фруктові                     | 39985  | 97325  | 135491 | 183574 | 292588 | 731,74 |
| Соки дитячі                                  | 17215  | 48298  | 61308  | 74408  | 5947   | 34,55  |

 *згідно із Законом України «Про державну статистику» інформація конфіденційна.
У 2007 р. в Миколаївській області значно збільшилось виробництво фруктових купажованих соків, а саме в порівнянні з 2003 р. на 628,1 %, або 252588 т, а з 2004 р. на 200,6 %, або 195263 т. У 2007 р. зменшилось виробництво дитячих соків (з 61,2 до 4,9 кг на одну особу).
Станом на 2007 рік близько 92 % українського ринку соків зосереджено в руках трьох консорціумів. Сегмент ринку, що залишився, розділяють між собою декілька десятків гравців (імпортери в тому ж числі), які оперують більш як півсотнею «соковитих» марок.
Три сокові гіганти України (станом на 2007 рік):
ТОВ «Сандора» (Миколаїв) — соковий лідер, що контролює 47 % сокового ринку. Найбільш відомі бренди: «Сандора Ексклюзив», «Сандора Морс», «Сандора Мультиактив», «Сандора Класика», «Сандорик», «Садочок», «Дар».
СП «Вітмарк-Україна» (Одеса)— другий крупний гравець, який займає 23 % сокового ринку України. Найбільш відомі бренди: «Соковита», «Джаффа», «Чудо Чадо».
Частка ЗАТ «Ерлан» (ТМ «Соки Біола» (Дніпропетровськ) тримається в межах 20 %.
Спільна частка компаній «Рідна марка» (Київська обл.), «Вінніфрут» (Вінницька обл.) та «Нідан +» (Закарпаття) становить близько 7 %. Інші — 3 %.
Більшість сокової продукції в Україні (95 % виноградного й апельсинового соків, 65 % яблучного та 50 % томатного соку) виготовляють три заводи-монополісти.

### Світове виробництво соків
Об'єм світового виробництва плодових соків оцінювався станом на 2007 рік в 30 млрд літрів на рік при обігу вище 30 млрд доларів.

## Ефекти соку на здоров'я
Соки часто споживаються за їх корисні властивості для здоров'я. Наприклад, апельсиновий сік містить багато вітаміну C, фолієву кислоту, кальцій, він є джерелом біологічних антиоксидантів, а також покращує ліпідний обмін у людей, хворих на гіперхолестеролемію. Сік з чорносливу асоціюється із покращенням травлення. Сік журавлини допомагає у лікуванні та профілактиці інфекційних захворювань сечового міхура, за рахунок блокування приєднання бактерій до його стінки.
Плодові, ягідні та овочеві соки легко засвоюються самі і сприяють засвоєнню основних речовин, які містяться в інших харчових продуктах.
Багато фруктових соків містять вищий вміст цукрів (фруктози), ніж більшість солодких напоїв. Наприклад, типовий виноградний сік містить на 50 % більше цукрів, ніж Coca Cola. Звичайні легкі напої (наприклад, Coca Cola) викликають оксидативний стрес при їх споживанні і можуть навіть призводити до нечутливості до інсуліну, соки ж не викликають таких ефектів. Навпаки, соки фруктові соки здатні збільшити антиоксидантні можливості сироватки крові і навіть призупинити оксидативний стрес та запалення, які викликаються високим вмістом жирів та цукрів у їжі.
- — Сік з чорниці рекомендується при шлункових і кишкових розладах, а також при різних захворюваннях очей:[19]
- — Сік з аґрусу корисний при недокрів'ї, нервових станах;[19]
- — Сік зі смородини, багатий вітаміном С. Рекомендується при захворюваннях, що свідчать про нестачу цього вітаміну, при ревматизмі, артриті, застуді та запаленні легенів;[19]
- — Сік з порічок рекомендується при ниркових та печіночних захворюваннях;[19]
- — Полуничний сік сприяє очищенню крові;[19]
- — Яблучний сік заспокійливо діє на нервову систему, стимулює метаболізм, розвиває апетит і попереджає склероз артерій.[19] Яблучний сік рекомендується людям інтелекуальної праці;
- — Сливовий сік рекомендується при млявому травленні;[19]
- — Сік з білого і червоного винограду корисний при недокрів'ї:[19]
- — Вишневий сік є чудовим теплим напоєм при простудних захворюваннях.[19]

Як поживний і лікувальний засіб соки корисні всім, і насамперед людям, організм яких не сприймає свіжих фруктів і овочів через вміст у них клітковини, маленьким дітям, літнім людям зі слабкою жувальної здатністю, хворим з підвищеною температурою, хронічними захворюваннями травного каналу і т. ін. Соки рекомендується пити для поліпшення апетиту, тамування спраги під час виконання важкої роботи. Соки можна подавати до всіх страв, пити з мінеральною чи газованою водою, готувати суміші соків і мішані напої різноманітного смаку. Найкорисніші соки з м'якоттю, бо вони містять комплекс пектинових речовин з клітковиною.
Соки лікарських рослин особливо багаті фруктовими цукрами, вітамінами, кислотами, ферментами і зовсім не містять солей натрію, білків, жирів. У них найбільший вміст солей заліза, кальцію, таких лікувально діючих речовин, як глікозиди, гіркоти, таніни, ефірні олії та ін. Якщо є можливість приготувати рослинні соки, то їх слід віддати перевагу іншим формам застосування цілющих трав (порошки, чаї, відвари, настої, настойки і т. ін.).
Низькокалорійними соками (з томатів, огірків, капусти, листового салату, редиски, апельсина, селери, яблук, грейпфрутів, гарбуза, кавуна, персиків та ін) можна успішно лікувати ожиріння.
Споживання фруктових соків у Європі, Австралії, Новій Зеландії та США зросло за останні роки напевне через сприйняття соків громадськістю як натуральне джерело поживних речовин, вітамінів, мінералів та інших корисних речовин, а також через збільшення інтересу громадськості до здорового способу життя.
Споживання фруктових соків асоціюється зі зниженим ризиком багатьох типів ракових захворювань, може також знижувати ризик інсульту та відтягувати розвиток хвороби Альцгемера.
Однак прирівняння споживання соку до користі для здоров'я ставиться під сумнів, в основному тому що у соку недостатньо клітковини, і тому що виробництво соку включає довгий етап його обробки. Глюкозо-фруктозовий сироп, інгредієнт багатьох соків, може призводити до виникнення діабету другого типу. Деякі дослідження показують що надмірне споживання соку може призводити до збільшення ваги, проте інші дослідження спростовують це. У контрольній серії клінічних дослідів було показано що регулярне споживання виноградного соку не призводить до збільшення ваги, а споживання легких напоїв призводить. Фруктовий сік у помірних кількостях допомагає дітям та дорослим дотримуватися щоденної норми споживання фруктів, поживних речовин та вітамінів.

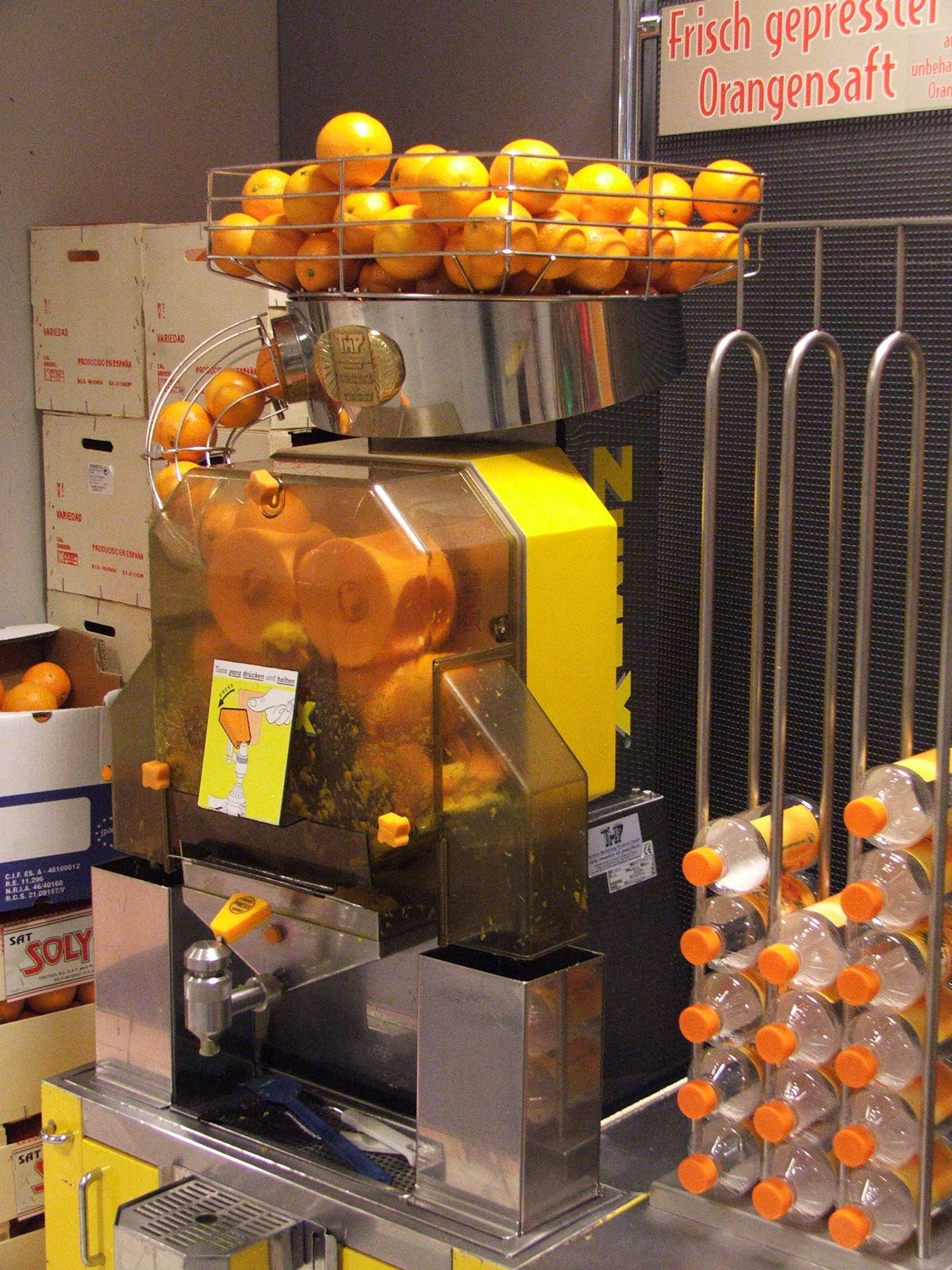
Фрешмашина

Американська академія педіатрів стверджує що малюкам до 6 місяців не варто споживати фруктовий сік. Для дітей від 1 до 6 років щоденне споживання соків повинне бути обмеженим до 4-6 унцій (1/2 — 3/4 чашки). Надмірне вживання соку може призводити до недостатнього споживання поживних речовин, діареї, здуття і болю в животі, газів та погіршення стану зубів.
У соках при нагріванні утворюється гідроксиметилфурфурол (токсична речовина) і його наявність та кількість є показником безпечності продукту. В результаті протікання: сахароамінних (меланоїдинових) реакцій і різноманітних перетворень комплексу поліфенолів рослинної сировини, реакції дегідратації та термічної дегідратації вуглеводів при переробці соковитої рослинної сировини — утворюється фурфурол та гідроксиметилфурфурол (оксиметилфурфурол), які мають властивість накопичуватися в організмі людини та є канцерогенними речовинами, тому закріплення норм їх вмісту в готовій соковій продукції є теж одним із головних питань якості та безпеки сокової продукції.